# Inimutaba
Inimutaba est une municipalité brésilienne de l'État du Minas Gerais et la microrégion de Curvelo.